# اركضي لولا
لولا تركض (بالإنجليزية: Run Lola Run)‏ (بالألمانية: Lola Rennt) هو فيلم جريمة وإثارة وتشويق ألماني من إنتاج عام 1998، وهو من كتابة وإخراج توم تيكفيه وبطولة فرانكا بوتينتي بدور لولا وموريتز بلايبتروي بدور ماني . يرصد الفيلم قصة فتاة يجب أن تحصل على 100,000 مارك ألماني (50,984 يورو) خلال 20 دقيقة لتستطيع انقاذ حياة صديقها.
ويتناول الفيلم أثر الفراشة في حياتنا حيث يقدم ثلاثة سيناريوهات مختلفة من المحتمل أن تواجهها البطلة باختلاف بضعة ثوان.

## روابط خارجية
- اركضي لولا على موقع IMDb (الإنجليزية)
- اركضي لولا على موقع ميتاكريتيك (الإنجليزية)
- اركضي لولا على موقع روتن توميتوز (الإنجليزية)
- اركضي لولا على موقع نتفليكس (الإنجليزية)
- اركضي لولا على موقع قاعدة بيانات الأفلام العربية
- اركضي لولا على موقع ألو سيني (الفرنسية)
- اركضي لولا على موقع Turner Classic Movies (الإنجليزية)
- اركضي لولا على موقع أول موفي (الإنجليزية)
- اركضي لولا على موقع بوكس أوفيس موجو (الإنجليزية)
- اركضي لولا على موقع فيلمافينيتي (الإسبانية)